# 斯普林波特鎮區 (密歇根州)
斯普林波特鎮區（英語：Springport Township）是位於美國密歇根州傑克遜縣的一個行政鎮區。

## 地方資料
斯普林波特鎮區的面積為94.20平方千米，當中陸地面積為93.50平方千米，而水域面積為0.70平方千米。根據2020年美國人口普查的數據，當地共有人口2142人，而人口密度為每平方千米22.74人。